# Hydrotaea emdeni
Hydrotaea emdeni este o specie de muște din genul Hydrotaea, familia Muscidae, descrisă de Adrian C. Pont în anul 1980.
Este endemică în Ghana. Conform Catalogue of Life specia Hydrotaea emdeni nu are subspecii cunoscute.